# Johann Ernst Dauer
Répertoire
Pedrillo dans L'Enlèvement au sérail
Johann Ernst Dauer (né en 1746 à Hildburghausen – décédé le 27 septembre 1827 à Vienne) est un acteur de théâtre et un chanteur d'opéra (avec une voix de ténor) allemand.

## Biographie
Dauer s'est produit de 1779 à 1812 au Burgtheater - principalement comme acteur, mais aussi comme chanteur d'opéra, en particulier dans le genre « Buffo ». Le 16 juillet 1782, il a interprété le rôle de Pedrillo lors de la création de l'opéra de Mozart L'Enlèvement au sérail.
Il était marié à sa collègue Henriette Dauer-von Etzdorf (de) (1758-1843), dont il a divorcé en 1795.